# Jue

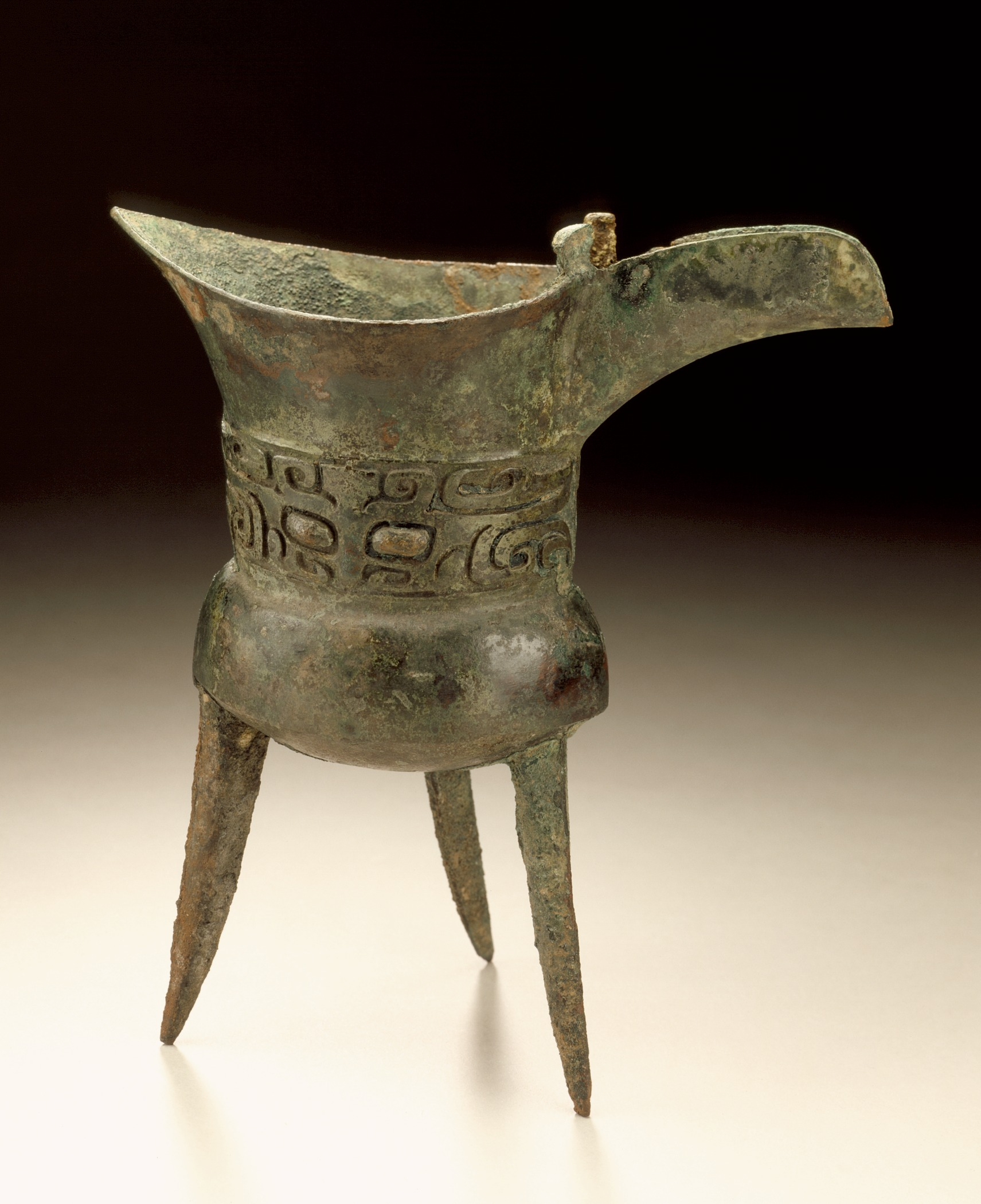

Een jue is een oud type Chinese wijnkan die gebruikt werd om warme wijn te serveren. De jue werd gebruikt tijdens wijnceremonies, bijvoorbeeld in ceremonies waarin verwarmde wijn vanuit de jue werd geschonken aan vooroudergeesten.
De jue is klein (meestal tussen de 14 en 17 cm), heeft drie poten en een prominente tuit en handvat. Vanwege zijn grootte werd eerder gedacht dat de jue een drinkbeker was, maar tegenwoordig wordt aangenomen dat de jue gebruikt werd om vloeistoffen van een vat naar drinkbekers te vervoeren, en dat de mogelijkheid om ermee te kunnen schenken een belangrijke eigenschap was.
De jue kan gemaakt zijn van aardewerk of van brons. De vroegste aardewerken jue zijn aangetroffen in de Longshancultuur (ca. 2500-2000 v.Chr.). De bronzen jue werd op grotere schaal gebruikt tijdens Shang- (ca. 1600-1046 v.Chr.) en vroege Zhou-dynastie. De bronzen jue is gemaakt van gehamerd metaal. Deze methode verschilt van de gebruikelijke manier waarop Chinees brons werd gemaakt, namelijk door gesmolten metaal in een aardewerken mal te gieten. Dit impliceert een link met Zuidwest-Azië, waar deze methode ongeveer 2000 jaar vóór China werd toegepast.